# 阿加塔·弗鲁贝尔
阿加塔·弗鲁贝尔（波蘭語：Agata Wróbel，1981年8月28日—），波兰女子举重运动员。她曾代表波兰参加2000年和2004年夏季奥林匹克运动会举重比赛，获得一枚银牌和一枚铜牌。